# Hejnsvig
Hejnsvig – miasto w Danii, w regionie Dania Południowa, w gminie Billund.